# Let Love Rule
| Recensione              | Giudizio   |
| ----------------------- | ---------- |
| AllMusic                | [ 8 ]      |
| Robert Christgau        | B-         |
| Sputnikmusic            | 3.1 (Good) |
| Piero Scaruffi          | [ 11 ]     |
| Debaser                 | [ 12 ]     |
| Dizionario del Pop-Rock | [ 13 ]     |
| 24.000 dischi           | [ 14 ]     |

Let Love Rule è il primo album in studio del cantante statunitense Lenny Kravitz, pubblicato il 19 settembre 1989 dalla Virgin Records.

## Tracce

### LP
Lato A
Testi e musiche di Lenny Kravitz.
1. Sittin' On Top of the World – 3:16
2. Let Love Rule – 5:42
3. Freedom Train – 2:50
4. My Precious Love – 5:15
5. I Build This Garden for Us – 6:16

Lato B
Testi e musiche di Lenny Kravitz, eccetto dove indicato.
1. Fear – 5:25 (Lisa Bonet, Lenny Kravitz)
2. Does Anybody Out There Even Care – 3:42
3. Mr. Cab Driver – 3:49
4. Rosemary – 5:27 (Lenny Kravitz, Lisa Bonet)
5. Be – 3:16

### CD
Edizione CD del 1989, pubblicato dalla Virgin America (CDVUS 10)
Testi e musiche di Lenny Kravitz, eccetto dove indicato.
1. Sittin' On Top of the World – 3:16
2. Let Love Rule – 5:42
3. Freedom Train – 2:50
4. My Precious Love – 5:15
5. I Build This Garden for Us – 6:16
6. Fear – 5:25 (Lisa Bonet, Lenny Kravitz)
7. Does Anybody Out There Even Care – 3:42
8. Mr. Cab Driver – 3:49
9. Rosemary – 5:27 (Lenny Kravitz, Lisa Bonet)
10. Be – 3:16
11. Blues for Sister Someone – 2:51 – Traccia bonus
12. Empty Hands – 4:42 – Traccia bonus
13. Flower Child – 2:56 – Traccia bonus

## Musicisti
- Lenny Kravitz - voce solista, accompagnamento vocale-cori, chitarra, basso, batteria, organo, percussioni (strumenti suonati nell'album, eccetto dove indicato)
- Henry Hirsch - organo (brani: Let Love Rule, My Precious Love, I Build This Garden for Us, Does Anybody Out There Even Care e Rosemary)
- Henry Hirsch - piano (brani: My Precious Love, Be e Flower Child)
- Henry Hirsch - fender rhodes (brani: I Build This Garden for Us, Fear e Does Anybody Out There Even Care)
- Henry Hirsch - basso (brani: I Build This Garden for Us e Empty Hands)
- Henry Hirsch - harmonium (brano: Empty Hands)
- Karl Denson - sassofono (brani: Let Love Rule, Freedom Train, My Precious Love, Does Anybody Out There Even Care, Mr. Cab Driver, Blues for Sister Someone e Flower Child)
- Eric Delente - violini (brani: I Build This Garden for Us e Empty Hands)
- Nancy Ives - violoncello (brani: I Build This Garden for Us e Empty Hands)
- Tisha Campbell - accompagnamento vocale-cori (brano: I Build This Garden for Us)
- Jean McClain - accompagnamento vocale-cori (brano: I Build This Garden for Us)
- Yolanda Pittman - accompagnamento vocale-cori (brano: I Build This Garden for Us)
- Adam Widoff - seconda chitarra (brano: Fear)
- Gene Orloff - violino (brano: Fear)
- Matthew Raimondi - violino (brani: Fear e Be)
- Winterton Yarvey - violino (brano: Fear)
- Lou Elex - violino (brano: Fear)
- John Tintaualle - violino (brano: Fear)
- Alfred Brown - viola (brani: Fear e Be)
- Maxine Roach - viola (brano: Fear)
- Kermit Moore - violoncello (brani: Fear e Be)
- Mark Shuman - violoncello (brani: Fear e Be)
- Lee Jaffe - armonica (brani: Rosemary e Empty Hands)

Note aggiuntive
- Lenny Kravitz - produttore
- Registrazioni effettuate (eccetto brano: Sittin' On Top of the World) al Waterfront Studios di Hoboken, New Jersey (Stati Uniti)
- Henry Hirsch e David Domanich - ingegneri delle registrazioni (Waterfront Studios)
- Brano: Sittin' On Top of the World, registrato allo Studio II di Culver City, California (Stati Uniti)
- Jeff Goodman - ingegnere delle registrazioni (Studio II)
- Organo sovrainciso al T.C. Studios di Somerville, New Jersey (Stati Uniti)
- Henry Hirsch - Mixaggio album
- Stephen E. Smith/Music Advisory Group - management
- Mastering effettuato da Greg Calbi allo Sterling Sound Studio
- Jeffrey Kent Ayeroff - art direction copertina album
- Inge Schaap e Melanie Nissen - design copertina album
- Melanie Nissen - foto copertina album[15][16]

## Classifica
Album
| Anno | Classifica            | Posizione raggiunta |
| ---- | --------------------- | ------------------- |
| 1990 | Billboard 200         | 61                  |
| 1990 | Official Albums Chart | 56                  |

Singoli
| Anno | Titolo del brano           | Classifica             | Posizione raggiunta |
| ---- | -------------------------- | ---------------------- | ------------------- |
| 1989 | Let Love Rule              | Alternative Songs      | 5                   |
| 1990 | I Built This Garden        | Alternative Songs      | 25                  |
| 1990 | Let Love Rule              | Billboard Hot 100      | 89                  |
| 1990 | Mr. Cab Driver             | Mainstream Rock Songs  | 50                  |
| 1990 | Let Love Rule              | Official Singles Chart | 39                  |
| 1990 | I Build This Garden for Us | Official Singles Chart | 83                  |